# Numero di Reynolds
Il numero di Reynolds (abbreviato in Re) è un numero adimensionale usato in fluidodinamica, proporzionale al rapporto tra le forze d'inerzia e le forze viscose.
Prende il nome da Osborne Reynolds, che lo introdusse nel 1883 eseguendo per la prima volta in modo sistematico esperimenti sul flusso all'interno di tubi trasparenti a sezione circolare ad asse rettilineo nel quale circolava un flusso a portata costante, nel quale, per mezzo di un ago, veniva iniettato un colorante in modo da evidenziare il regime di flusso.

## Definizione
Nel caso più generale il numero di Reynolds può essere definito come:
{\displaystyle \mathrm {Re} ={vL \over \nu }={\rho vL \over \mu }}
dove:
- {\displaystyle v} è la velocità di flusso locale (m/s);
- {\displaystyle L} è una lunghezza caratteristica del fenomeno considerato (ad esempio nel caso del moto di un fluido in una tubazione corrisponde al diametro del tubo, mentre nel caso di un profilo alare corrisponde alla lunghezza della corda) (m);
- {\displaystyle \nu } è la diffusività cinematica (m2/s) pari al rapporto tra:
  - {\displaystyle \mu }: la viscosità dinamica (Pa·s o N·s/m2 o kg/(m·s)), e
  - {\displaystyle \rho }: la densità (o massa volumica) (kg/m3)

### Applicazione alle equazioni di Navier
Il numero di Reynolds può essere esplicitato nelle equazioni di Navier, mettendole in una tra le più note forme adimensionali, come illustrato in seguito.
Si può ritrovare anche nelle più semplici equazioni di Stokes per il flusso viscoso.
Queste possono essere ricavate, dall'equazione originale (considerando per semplicità un generico campo di forze per unità di volume {\displaystyle \rho \mathbf {g} })
{\displaystyle \rho \left({\frac {\partial \mathbf {v} }{\partial t}}+\mathbf {v} \cdot \nabla \mathbf {v} \right)=-\nabla p+\mu \nabla ^{2}\mathbf {v} +\rho \mathbf {g} }
operando semplici sostituzioni che rendano adimensionali i termini che in essa compaiono, e precisamente:
{\displaystyle x'={\frac {x}{L}},\,\,{\vec {v}}'={\frac {\vec {v}}{U}},\,\,p'={\frac {p}{\rho U^{2}}},\,\,t'={\frac {U}{L}}t}
dove {\displaystyle U} e {\displaystyle L} corrispondono a quelli definiti in precedenza, si ottiene per gli operatori
{\displaystyle {\frac {\partial }{\partial t'}}={\frac {L}{U}}{\frac {\partial }{\partial t}}}   e   {\displaystyle \nabla '=L\nabla }
per cui l'equazione diventa:
{\displaystyle \rho {\frac {U^{2}}{L}}\left({\frac {\partial \mathbf {v'} }{\partial t'}}+\mathbf {v'} \cdot \nabla '\mathbf {v'} \right)=-{\frac {\rho U^{2}}{L}}\nabla 'p'+\mu {\frac {U}{L^{2}}}\nabla '^{2}\mathbf {v'} +\rho \mathbf {g} }
Moltiplicando l'intera equazione per {\displaystyle {\frac {L}{\rho U^{2}}}} e definendo {\displaystyle \mathbf {g'} =\mathbf {g} {\frac {L}{U^{2}}}} si ottiene :
{\displaystyle {\frac {\partial \mathbf {v'} }{\partial t'}}+\mathbf {v'} \cdot \nabla '\mathbf {v'} =-\nabla 'p'+{\frac {\mu }{\rho LU}}\nabla '^{2}\mathbf {v'} +\mathbf {g'} }
Quindi l'equazione può essere scritta:
{\displaystyle {\frac {\partial \mathbf {v'} }{\partial t'}}+\mathbf {v'} \cdot \nabla '\mathbf {v'} =-\nabla 'p'+{\frac {1}{Re}}\nabla '^{2}\mathbf {v'} +\mathbf {g'} }

## Interpretazione fisica
Il numero di Reynolds rappresenta fisicamente il rapporto tra le forze d'inerzia e quelle viscose agenti su una particella fluida che si muove con velocità {\displaystyle U} all'interno dello stesso fluido:
{\displaystyle \mathrm {Re} =F_{i}/F_{\nu }}
La forza inerziale infatti vale:
{\displaystyle F_{i}=m\,a\simeq \rho SL\,{\frac {L}{t^{2}}}}
quella viscosa invece:
{\displaystyle F_{\nu }={\frac {\mu S\Delta U}{\Delta L}}\simeq {\frac {\mu SL}{(Lt)}}}
il rapporto tra le due forze fornisce l'espressione generale del numero di Reynolds:
{\displaystyle Re=\rho L\,{\frac {L}{t}}\,{\frac {1}{\mu }}={\frac {\rho LU}{\mu }}}
Viene definito "numero di Reynolds critico" il valore in corrispondenza del quale si ha il passaggio da regime laminare al regime di transizione.

## Applicazioni
Il numero di Reynolds consente di valutare se il flusso di scorrimento di un fluido è in un regime laminare (in corrispondenza del quale si hanno valori più bassi del numero di Reynolds) o in un regime turbolento (in corrispondenza del quale si hanno valori più elevati del parametro). Tale passaggio tra regime laminare e regime turbolento può essere previsto sfruttando il diagramma di Moody, con il quale può essere calcolato il coefficiente di attrito viscoso a partire dai valori del numero di Reynolds e della scabrezza relativa.
I valori del numero di Reynolds sono da considerarsi "bassi" o "elevati" relativamente a uno specifico sistema, in cui siano fissate:
- la geometria del corpo investito dal flusso;
- la natura del fluido;
- le condizioni operative (temperatura e pressione) alle quali avviene l'esperienza.

### Dipendenza dalla geometria del sistema
Considerando un determinato fluido a fissate condizioni di temperatura e pressione (quindi mantenendo costanti la densità e la viscosità nell'espressione del numero di Reynolds), i valori limite ricavati nell'esperienza di Reynolds valgono solo per la specifica geometria considerata, in cui il fluido è fatto passare sulla superficie esterna di un tubo cilindrico ad asse rettilineo, in direzione perpendicolare all'asse del tubo.
In particolare, il valore del numero di Reynolds che separa regime laminare e regime turbolento dipende dalla forma del corpo (o dell'insieme di corpi) in corrispondenza del quale passa il fluido e dall'orientamento del corpo rispetto al flusso (con l'eccezione dei corpi sferici, essendo simmetrici in tutte le direzioni).
Quindi se si considera ad esempio il caso di un fluido passante sulla superficie esterna di una sfera, un tubo, un cubo, o un insieme di tubi, si avrà per ogni caso un diverso numero di Reynolds al quale avviene la transizione laminare/turbolento.
Nella tabella che segue sono raccolti alcuni valori limite del numero di Reynolds per diverse geometrie:
| Geometria                                                                       | Regime laminare | Regime di transizione | Regime turbolento | Rappresentazione della geometria |
| ------------------------------------------------------------------------------- | --------------- | --------------------- | ----------------- | -------------------------------- |
| Flusso attorno a una lamina piana, in direzione parallela all'asse della lamina | Re < 500000     | 500000 < Re <1000000  | Re > 1000000      |                                  |
| Flusso attorno a un cilindro, in direzione perpendicolare all'asse del cilindro | Re < 200000     | Re ≅ 200000           | Re > 200000       |                                  |
| Flusso attorno a una sfera                                                      | Re < 200000     | Re ≅ 200000           | Re > 200000       |                                  |
| Flusso all'interno di un tubo cilindrico                                        | Re < 2300       | 2300 < Re < 4000      | Re > 4000         |                                  |

#### Flusso in un tubo circolare
Nel caso di un fluido all'interno di un tubo avente sezione circolare:
- per valori {\displaystyle \mathrm {Re} \leq 2\,300} si ha flusso laminare;
- per valori {\displaystyle 2\,300\leq \mathrm {Re} \leq 4\,000} si attraversa il regime di transizione;
- per valori {\displaystyle \mathrm {Re} \geq 4\,000} si ha flusso turbolento.

Inoltre, il numero di Reynolds (Re) può essere utile per risalire al coefficiente di attrito {\displaystyle f} di una conduttura.
In particolare, se:
- Re ha un flusso laminare, {\displaystyle f={\frac {64}{Re}}}
- Re ha un flusso turbolento, si usa l' Abaco di Moody, che consente di inserire il Re e la rugosità relativa, ricavando il coefficiente d'attrito.
  1. Si calcola la rugosità relativa {\displaystyle {\frac {\varepsilon }{D}}} (con {\displaystyle \varepsilon } rugosità assoluta e {\displaystyle D} diametro interno del tubo).
  2. Si percorre la linea curva fermandosi in corrispondenza del Re.
  3. A sinistra si legge il coefficiente d'attrito corrispondente.

### Dipendenza dalla velocità del fluido
Avendo fissato la geometria del sistema, la composizione del fluido, la temperatura e la pressione, il numero di Reynolds dipende direttamente dalla velocità del fluido; quindi un fluido in regime laminare possiede una velocità minore rispetto allo stesso fluido in regime turbolento, o in altre parole, il passaggio tra regime laminare e regime turbolento si manifesta aumentando la velocità del fluido.
Ad esempio nel caso di un fluido che scorre all'interno di un tubo, il passaggio al regime turbolento si può ottenere aumentando il numero di giri di una pompa posizionata a monte del condotto.